# راهنمای مسافران مجانی کهکشان (فیلم)
راهنمای مسافر مجانی کهکشان (انگلیسی: The Hitchhiker's Guide to the Galaxy) فیلمی در ژانر ماجراجویی، علمی–تخیلی، و کمدی است که در سال ۲۰۰۵ منتشر شد.

## داستان
صبح پنج‌شنبه‌ای، آرتور دنت متوجه می‌شود که قرار است خانه‌اش بلافاصله تخریب شود تا فضایی برای ساخت یک جاده کمربندی ایجاد شود. او برای جلوگیری از بولدوزرها، خود را جلوی آن‌ها می‌اندازد. اما دوستش فورد پرفکت او را متقاعد می‌کند که به میخانه نزدیک بروند. در آنجا، فورد برای آرتور فاش می‌کند که او یک موجود فرازمینی از حوالی ستاره ابط‌الجوزا است و به‌عنوان روزنامه‌نگار برای راهنمای مسافران کهکشان، یک کتاب راهنمای جهانی، کار می‌کند. فورد به آرتور هشدار می‌دهد که زمین قرار است در همان روز توسط وگون‌ها، یک نژاد فرازمینی، تخریب شود تا فضایی برای یک بزرگراه فرافضایی ایجاد شود.
وقتی ناوگان وگون‌ها برای نابودی زمین به مدار آن می‌رسند، فورد آرتور را نجات داده و آن‌ها را به‌طور مخفیانه در یکی از کشتی‌های وگون پنهان می‌کند. با این حال، آن‌ها به‌زودی کشف شده و با شعر وگونی، یکی از بدترین شکنجه‌های ممکن، شکنجه می‌شوند و سپس از کشتی به بیرون پرتاب می‌شوند. اما خوش‌شانس هستند که توسط سفینهٔ قلب طلایی نجات می‌یابند. در این سفینه، آن‌ها با "نیمه‌پسرعموی" فورد، زافود بیبلبروکس، رئیس تازه‌انتخاب‌شده کهکشان، ملاقات می‌کنند. زافود این سفینه را همراه با تریشا "تریلیان" مک‌میلان، زنی از زمین که آرتور قبلاً با او ملاقات کرده بود، و ماروین، روبات پارانوئید، که دچار افسردگی شدید است، دزدیده است.
زافود به دنبال کشف سوال نهایی "زندگی، جهان و هر چیز دیگری" است که پاسخش توسط ابررایانه تفکر عمیق به‌عنوان "عدد ۴۲" داده شده بود. او معتقد است که پاسخ این سوال در سیاره ماگراتئا نهفته است که فقط با استفاده از سامانه محرک احتمال‌ناپذیر قلب طلایی قابل دسترسی است.
در یکی از تلاش‌ها، سفینه به ویلتاودل شش می‌رسد، جایی که رقیب زافود، هاما کاولا، زندگی می‌کند. کاولا مختصات ماگراتئا را در ازای دریافت تفنگ دیدگاه از زافود می‌خواهد، تفنگی که توسط تفکر عمیق ساخته شده و باعث می‌شود هدف، دیدگاه تیرانداز را موقتاً درک کند. در جریان این ماجرا، تریلیان توسط وگون‌ها دستگیر می‌شود و گروه برای نجات او به سیاره وگوسفر می‌روند. پیش از نجات او، تریلیان متوجه می‌شود که زافود شخصاً دستور نابودی زمین را امضا کرده بود، چراکه تصور می‌کرد وگون درخواست امضا یک هوادار است.
گروه با تعقیب معاون رئیس کهکشان کوئستولار رونتوک و وگون‌ها از وگوسفر فرار می‌کند و به ماگراتئا می‌رسند. در اینجا سامانه پدافند موشکی خودکار فعال می‌شود، اما آرتور با فعال کردن محرک احتمال‌ناپذیر، موشک‌ها را به یک کاسه گل مینا و یک نهنگ تبدیل می‌کند و سفینه با امنیت فرود می‌آید. زافود، فورد و تریلیان به دریچه‌ای می‌روند که به تفکر عمیق منتهی می‌شود، در حالی که آرتور و ماروین در بیرون می‌مانند. تفکر عمیق به آن‌ها می‌گوید که پس از کشف پاسخ "۴۲"، سازندگانش تصمیم گرفتند یک رایانه دیگر طراحی کنند تا سوال را کشف کند، و این رایانه همان زمین بوده است.
در همین حال، آرتور با اسلارتیبارتفاست، یکی از سازندگان سیارات، ملاقات می‌کند. اسلارتیبارتفاست او را به یک بُعد جیبی می‌برد و نشان می‌دهد که نسخه جدیدی از زمین در حال تکمیل است. او آرتور را به خانه بازسازی‌شده‌اش می‌برد، جایی که سایر اعضای گروه در حال ضیافت هستند. در این مهمانی، موش‌های همه‌بُعدی، که خالقان اصلی زمین بودند، به آرتور پیشنهاد می‌دهند که با برداشتن مغزش، بتوانند سوال نهایی را کشف کنند. آرتور موفق به فرار می‌شود و موش‌ها را با یک قوری چای له می‌کند. («موجودات همه‌بعدی» موجودات پیشرفته‌ای هستند که می‌توانند به ابعاد متعدد فراتر از سه بعد فضایی و زمان دسترسی داشته و آن‌ها را دستکاری کنند.)
کوئستولار و وگون‌ها به خانه می‌رسند و شروع به تیراندازی می‌کنند. در این درگیری، یک گلوله به ماروین برخورد می‌کند. در حالی که آرتور و همراهانش پناه می‌گیرند، ماروین دوباره فعال شده و با استفاده از تفنگ دیدگاه، وگون‌ها را به حالت افسردگی عمیق فرو می‌برد. وگون‌ها دستگیر می‌شوند و زافود دوباره با کوئستولار متحد می‌شود.
آرتور تصمیم می‌گیرد به همراه فورد و تریلیان به کاوش کهکشان بپردازد و اسلارتیبارتفاست را برای تکمیل زمین جدید ترک کند. گروه قلب طلایی تصمیم می‌گیرد به رستوران آخر دنیا سفر کند.

## بازیگران
- زویی دشانل
- مس دف
- سم راکول
- بیل نای
- آنا چنسلر
- جان مالکوویچ
- آلن ریکمن
- وارویک دیویس
- استیون فرای
- هلن میرن
- ریچارد گریفیتس
- کلی مکدونالد
- جیسون شوارتزمن
- مارتین فریمن
- ادگار رایت
- ایان مک‌نیس
- مک ویلسون
- سیمون جونز
- توماس لنون
- سو الیوت